# جي ديبي

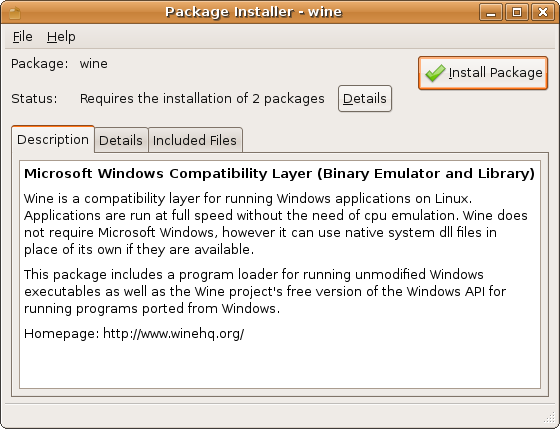

ملف:Gdebi installing deb حزمة.png|thumb|left|لقطة من برنامج «جي ديبي» أثناء تثبيته حزمة دبيان
جي ديبي (بالإنجليزية: Gdebi) هو أداة تتيح تثبيت حزم ديب (بالإنجليزية: deb) مع واجهة رسومية، تمكن هذه الأداة مستخدم لينكس من تثبيت الحزم (البرمجيات) بالنقر المزدوج عليها من خلال واجهة رسومية، بالإضافة إلى خيار سطر الأوامر. الأداة مثبتة بصورة افتراضية على نظام أوبونتو حتى الإصدار 10.4, وفي الإصدار «مافريك ميركات» 10.10 سيتم تثبيت البرامج من خلال مركز برمجيات اوبنتو.

## تقنية العمل
جي ديبي (بالإنجليزية: Gdebi) يمكن المستخدم من تثبيت الحزم المحفوظة في وسائط التخزين المحلية (قرص صلب مثلا) مع تنزيل وتثبيت الملفات المشتركة الضرورية (الاعتماديات: Dependency) تلقائيا.

## وصلات خارجية
- جي ديبي على موقع Open Hub (الإنجليزية)

صفحة المشروع